# Oberascha
Der Weiler Oberascha ist ein Gemeindeteil von Ascha auf der Gemarkung Bärnzell im niederbayerischen Landkreis Straubing-Bogen.
Die kleine Siedlung mit drei Anwesen (2020), ist in der Ortsdatenbank noch als Einöde vermerkt, liegt einen Kilometer nordwestlich des Ortskerns von Ascha am südlichen Talhang des Sockabachs.

## Geschichte
Oberascha war ein Gemeindeteil der Gemeinde Bärnzell, die mit der Gebietsreform in Bayern ihre Eigenständigkeit verlor und 1971 in die Gemeinde Ascha eingegliedert wurde.
 Einwohnerentwicklung 
| Jahr      | 1861 | 1871 | 1875 | 1885 | 1900 | 1925 | 1950 | 1961 | 1970 | 1987 |
| --------- | ---- | ---- | ---- | ---- | ---- | ---- | ---- | ---- | ---- | ---- |
| Einwohner | 14   | 11   | 10   | 9    | 14   | 14   | 13   | 10   | 8    | 2    |